# Bérengeville-la-Campagne
Bérengeville-la-Campagne es una localidad y comuna francesa situada en la región de Alta Normandía, departamento de Eure, en el distrito de Évreux y cantón de Le Neubourg.

## Demografía
| 284 | 271 | 297 | 311 | 316 | 291 | 509 | 284 | 265 | 248 | 229 | 225 | 223 | 235 | 245 | 214 | 210 | 190 | 200 | 205 | 184 | 163 | 160 | 155 | 196 | 159 | 187 | 195 | 205 | 257 | 269 | 258 | 287 |
| Para los censos de 1962 a 1999 la población legal corresponde a la población sin duplicidades (Fuente: INSEE [Consultar]) |     |     |     |     |     |     |     |     |     |     |     |     |     |     |     |     |     |     |     |     |     |     |     |     |     |     |     |     |     |     |     |     |